# Ушаков Віталій Анатолійович
Віталій Анатолійович Ушаков (нар. 12 вересня 1974, Краснодар, РРФСР) — радянський, російський та казахський футболіст, півзахисник.

## Життєпис
Футболом розпочав займатися в рідному місті, першим тренером був Євген Миколайович Бузнікін. Потім продовжив навчання в харківському спортінтернаті. У 1991 році провів 3 матчі за харківський «Маяк». З 1991 по 1992 рік виступав за армавірське «Торпедо», зіграв у 39 матчах першості СРСР та Росії. У 1992 році дебютував у Вищій лізі Росії у складі «Кубані», зіграв 7 матчів. Ще 2 поєдинки провів за «Кубань» у 1993 році, після чого перейшов у бєлорєченський «Хімік», де зіграв в 1 матчі того року. Сезон 1994 року провів в ростовському «Істочніку», зіграв у 26 матчах. У 1995 році повернувся в «Кубань», де провів 39 матчів та відзначився 4 голами. Сезон 1996 року розпочав у ростовському СКА, був одним з гравців, які складали кістяк команди, провів 6 матчів, але незабаром пішов з клубу через відсутність грошей. Завершив сезон 1996 року в тимашевському «Смарагді», зіграв у 17 поєдинках, забив 2 м'ячі. З 1997 по 1998 рік виступав за таганрозьке «Торпедо», провів 70 матчів, в яких відзначився 9 голами. У 1999 році підписав контракт з вологдським «Динамо», проте за команду не зіграв жодного офіційного поєдинку. По ходу сезону підтримував ігрову практику в аматорському клубі «Немком» (Краснодар).
Потім переїхав до Казахстану. З 2000 по 2002 рік грав за «Єлимай», провів 78 поєдинків, в яких забив 5 м'ячів. З 2002 по 2003 рік виступав у складі «Атирау», зіграв 39 матчів, відзначився 2 голами і став віце-чемпіоном Казахстану 2002 року. Сезон 2004 року розпочав у «Жетису», зіграв 11 матчів, після чого перейшов у «Тараз», де потім виступав до 2005 року, провів за цей час 39 матчів та став володарем Кубка Казахстану 2004 року. З 2006 по 2007 рік виступав за «Екібастузець», провів 48 поєдинків, в яких забив 2 м'ячі. Сезон 2008 року провів в «Актобе», в його складі зіграв 9 матчів в лізі, а також став чемпіоном і володарем Кубку Казахстану. Сезон 2009 року розпочав у петропавлівському «Кизилжарі», провів 9 матчів, після чого перейшов в каменогорський «Восток», де й дограв сезон, провівши 10 матчів. У 2010 році виступав за клуб НСК (Семей) з аматорської Другої ліги.

## Досягнення
- Чемпіонат Казахстану
  -  Чемпіон (1): 2008
  -  Срібний призер (1): 2002

- Кубок Казахстану
  -  Володар (2): 2004, 2008